# Cité de l'espace

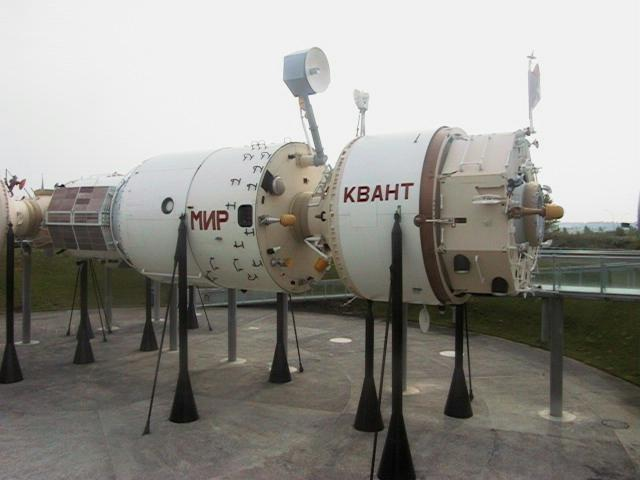
Model stanice Mir

Cité de l'espace, česky Vesmírné město, je vědecký zábavní park zaměřený na lety do vesmíru. Byl otevřen v červnu 1997 a nachází se na východním okraji města Toulouse ve Francii. V roce 2012 ho navštívily více než 4 miliony návštěvníků. Zakládajícím ředitelem parku o rozloze 3,5 hektaru byl Jean-Michel Obert. Začal se připravovat v roce 1994 a otevřel v červnu 1997.

## Exponáty a instalace
Jsou zde různé modely raket a vesmírných sond a stanic, například Ariane 5 (55 m), Mir a Sojuz měřítku 1 : 1. Původní planetárium má 140 míst a po celý den pořádá představení. Exponáty jsou často interaktivní; například maketa velínu poblíž modelu Ariane 5 umožňuje návštěvníkům připravit odpálení rakety, řídit její let, a poté umístit satelit na oběžnou dráhu. Terr@dome (budova ve tvaru polokoule o průměru 25 metrů) představuje historii vesmíru od velkého třesku po sluneční soustavu. Budova s názvem Astralia, která byla otevřena v roce 2005, zahrnuje planetárium s 280 sedadly, zvané Stellarium, vybavené polokulovou obrazovkou 600 m čtverečných; dále kino IMAX s 300 místy, které promítá film Hubble 3D (dříve Space Station 3D, 3D film vytvořený na palubě Mezinárodní vesmírné stanice), a konferenční místnosti.